# Pseudocarpidium multidens
Pseudocarpidium multidens là một loài thực vật có hoa trong họ Hoa môi. Loài này được (Urb.) Moldenke miêu tả khoa học đầu tiên năm 1937.